# Nebo i zemlja (televizijska serija)
Nebo i zemlja (tur. Kuzey Güney) je turska televizijska serija. Glavne uloge dobili su glumci: Kivanc Tatlitug, Öykü Karayel, Buğra Gülsoy. Radnja je smještena u Istanbulu. 

## Radnja
Nakon služenja četverogodišnje kazne, Kuzey izlazi na slobodu, spreman vratiti se u kolotečinu, zaboraviti prošlost i zatvorske dane. No to mu neće lako poći za rukom kad dozna da se Džemre zaručila za Guneya, koji je postao iznimno drag pomoćnik bogatom poduzetniku kod kojeg će se zaposliti čim završi fakultet. Svoje prve slobodne dane provodit će raskalašeno, što se nimalo neće dopasti njegovom ocu Samiju koji strahuje da će razmetni sin ponovno osramotiti svoju obitelj, smatrajući da se Kuzey nije nimalo promijenio.Ljubav prema djevojci Džemre nije jedina stvar koju braća potpuno različitih karaktera, životnih ambicija i ciljeva doživljavaju jednako. Kobna prometna nesreća promijenila je njihove sudbine, a teret krivnje nosit će svi do kraja života! 

## Sezone
| Sezona | Sezona | Epizoda | Premijera sezone | Kraj sezone |
| ------ | ------ | ------- | ---------------- | ----------- |
|        | 1      | 85      | 23. ožujka 2013. | -           |
|        | 2      | -       | -                | -           |

## Uloge
| Glumci             | Lik              | Sezona |
| ------------------ | ---------------- | ------ |
| Kıvanç Tatlıtuğ    | Kuzey Tekinoğlu  | 1, 2   |
| Buğra Gülsoy       | Güney Tekinoğlu  | 1, 2   |
| Öykü Karayel       | Cemre Çayak      | 1, 2   |
| Bade İşçil         | Banu Sinaner     | 1, 2   |
| Merve Boluğur      | Zeynep Çiçek     | 1, 2   |
| Zerrin Tekindor    | Gülten Çayak     | 1, 2   |
| Rıza Kocaoğlu      | Ali Güntan       | 1      |
| Mustafa Avkıran    | Sami Tekinoğlu   | 1, 2   |
| Semra Dinçer       | Handan Tekinoğlu | 1, 2   |
| Ünal Silver        | Atilla Sinaner   | 1      |
| Çağdaş Onur Öztürk | Barış Hakmen     | 1, 2   |
| Gökşen Ateş        | Venüs Tezerel    | 1, 2   |
| Turgay Kantürk     | Ferhat           | 1, 2   |
| Hazar Ergüçlü      | Simay Canaş      | 1, 2   |
| Hale Soygazi       | Ebru             | 1, 2   |